# Nederlands kampioenschap dammen 1904
Het officieuze Nederlands kampioenschap dammen van 1904 telde vijftien deelnemers.
Het toernooi werd gehouden in november 1904 in Rotterdam. Het werd georganiseerd door damvereniging Constant uit Rotterdam. Deze vereniging had samen met drie andere clubs, uit Edam, Amsterdam en Haarlem, overleg gehad over een Nederlands kampioenschap. Deze drie clubs wilden echter een andere vorm. Op 24 augustus 1904 was er een conferentie waarbij met drie stemmen het voorstel van de Amsterdamse verkozen werd. De Rotterdamse vereniging zette haar eigen plannen echter door, ondanks de bezwaren hiertegen van de andere verenigingen. Het toernooi werd gehouden.
Henri J. van den Broek behaalde de eerste plaats. De tweede plaats ging naar J.P. Huibers. 

## Resultaten
| Plaats |                        | Punten | Woonplaats          |
| ------ | ---------------------- | ------ | ------------------- |
| 1      | Henri J. van den Broek | 24     | Rotterdam           |
| 2      | J.P. Huibers           | 23     | Rotterdam           |
| 3      | C.G. Vervloet          | 19     | Rotterdam           |
| 4      | J. de Bruijn           | 18     | Rotterdam           |
|        | H. Paling              | 18     | Waddinxveen         |
|        | A.C. van Wageningen    | 18     | Rotterdam           |
| 7      | F. Benima              | 16     | Rotterdam           |
|        | Q                      | 16     | Rotterdam           |
| 9      | P.C. Smaal             | 15     | Hendrik Ido Ambacht |
| 10     | P.C. Smaal jr.         | 13     | Hendrik Ido Ambacht |
|        | B. Pak                 | 13     | Rotterdam           |
| 12     | J. de Jong             | 7      | Rotterdam           |
|        | J. Metz                | 7      | Rotterdam           |
| 14     | J.A. Leijdsman         | 2      | Rotterdam           |
| 15     | H. van Houten*         | 1      | Raamsdonksveer      |

* H. van Houten voltooide het toernooi niet vanwege ongesteldheid
1902 · 
1904 · 
1908 · 
1911 · 
1913 · 
1916 · 
1919 · 
1920 · 
1921 · 
1922 · 
1923 · 
1924 · 
1925 · 
1926 · 
1927 · 
1929 · 
1930 · 
1931 · 
1932 · 
1933 · 
1934 · 
1935 · 
1936 · 
1937 · 
1938 · 
1939 ·
1940 · 
1941 · 
1942 · 
1943 · 
1944 · 
1946 · 
1948 · 
1949 ·
1950 · 
1951 · 
1952 · 
1953 · 
1954 · 
1955 · 
1956 · 
1957 · 
1958 · 
1959 · 
1960 · 
1961 · 
1962 · 
1963 · 
1964 · 
1965 · 
1966 · 
1967 · 
1968 · 
1969 · 
1970 · 
1971 · 
1972 · 
1973 · 
1974 · 
1975 · 
1976 · 
1977 · 
1978 · 
1979 · 
1980 · 
1981 · 
1982 · 
1983 · 
1984 · 
1985 · 
1986 · 
1987 · 
1988 · 
1989 · 
1990 · 
1991 · 
1992 · 
1993 · 
1994 · 
1995 · 
1996 · 
1997 · 
1998 · 
1999 · 
2000 · 
2001 · 
2002 · 
2003 · 
2004 · 
2005 · 
2006 · 
2007 · 
2008 · 
2009 · 
2010 · 
2011 · 
2012 · 
2013 · 
2014 · 
2015 · 
2016 · 
2017 · 
2018 · 
2019 · 
2020 · 
2021 · 
2022 · 
2023